# Chelsea Clinton
Chelsea Victoria Clinton (sinh ngày 27 tháng 2 năm 1980) là con gái duy nhất của cựu Tổng thống Mỹ Bill Clinton và cựu Ngoại trưởng Mỹ Hillary Clinton. Cô là một phóng viên đặc biệt cho NBC News, và làm việc với Quỹ Clinton và Sáng kiến toàn cầu Clinton.

## Tiểu sử
Clinton được sinh ra ở Little Rock, Arkansas, trong nhiệm kỳ đầu tiên của cha cô là Thống đốc bang Arkansas. Cô học các trường công lập ở Little Rock, cho đến khi cha cô được bầu làm Tổng thống của Hoa Kỳ thì cô cũng theo về Nhà Trắng lúc 12 tuổi, đổi sang học và tốt nghiệp trường tư, Sidwell Friends School ở Washington, D.C.. Sau đó Chelsea học Đại học Stanford, tốt nghiệp với bằng cử nhân về Lịch sử, rồi được bằng thạc sĩ ở Đại học Oxford về Quan hệ quốc tế vào năm 2010 thạc sĩ ở Đại học Columbia về Y tế. Cô hiện đang theo đuổi một bằng tiến sĩ tại Đại học Oxford. Cô đã làm việc cho Công ty tư vấn McKinsey & Company, Quỹ đầu tư Avenue Capital Group, Đại học New York và làm việc tại một số hội đồng trong đó có các trường của Mỹ Ba-lê, Quỹ Clinton, Clinton Global Initiative, Common Sense Media, Trường Y Dược Đại học Cornell và IAC / InterActiveCorp.

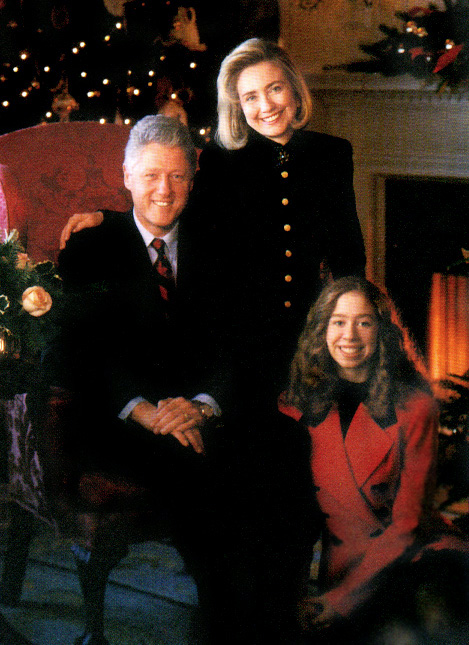
Chelsea Clinton với cha mẹ, Bill và Hillary

Giữa tháng 12 năm 2007 và kết thúc bầu cử sơ bộ năm 2008, cô đã vận động rộng rãi các ở trường đại học Mỹ và cuối cùng mẹ cô không thành công chức vụ ứng cử viên tổng thống của Đảng Dân chủ, cô được giới thiệu tại Hội nghị Quốc gia Đảng Dân chủ tháng 8 năm 2008.
Ngày 31 tháng 7 năm 2010, cô đã kết hôn với nhân viên ngân hàng đầu tư Marc Mezvinsky ở Rhinebeck, New York. Ngày 26 tháng 9 năm 2014, cô đã sinh đứa một bé gái tên là Charlotte Clinton Mezvinsky. Ngày 17 tháng 6 năm 2016, cô đã sinh đứa một bé trai tên là Aidan Clinton Mezvinsky. Ngày 22 tháng 7 năm 2019, cô đã sinh đứa một bé trai tên là Jasper Clinton Mezvinsky.